# コマルカ・デ・ベリン
コマルカ・デ・ベリン（Comarca de Verín）はスペインガリシア州オウレンセ県のコマルカで、同県の南東部に位置する。
カストレーロ・ド・バル、クアレドロ、ラサ、モンテレイ、オインブラ、リオス、ベリン、ビラルデボスの8の自治体によって構成される。
隣接するコマルカは、北がコマルカ・ダ・テーラ・デ・カルデーラスとコマルカ・ダ・テーラ・デ・トリーベス、東がコマルカ・デ・ビアナ、西がコマルカ・ダ・リミアで、南はポルトガルと接している。
面積は1,007.1km²で、2010年の人口は28,596人（2009年：28,492、2007年：28,548人）。コマルカの中心地区は自治体ベリンのベリン教区のベリン地区。

## 地理
| コマルカ・デ・ベリンの構成自治体（2010年）             |            |             |                    |
| 自治体                                                 | 人口（人） | 面積（km²） | 人口密度（人/km²） |
| カストレーロ・ド・バル                                 | 1,199      | 122.0       | 9.8                |
| クアレドロ                                             | 2,041      | 117.6       | 17.4               |
| ラサ                                                   | 1,570      | 215.9       | 7.3                |
| モンテレイ                                             | 3,002      | 119.1       | 25.2               |
| オインブラ                                             | 2,032      | 71.9        | 28.3               |
| リオス                                                 | 1,863      | 114.4       | 16.3               |
| ベリン                                                 | 14,633     | 94.1        | 155.5              |
| ビラルデボス                                           | 2,256      | 152.1       | 14.8               |
| 計                                                     | 28,596     | 1007.1      | 28.4               |
| 出典: INE（スペイン国立統計局）、IGE（ガリシア統計局） |            |             |                    |